# Amfípter

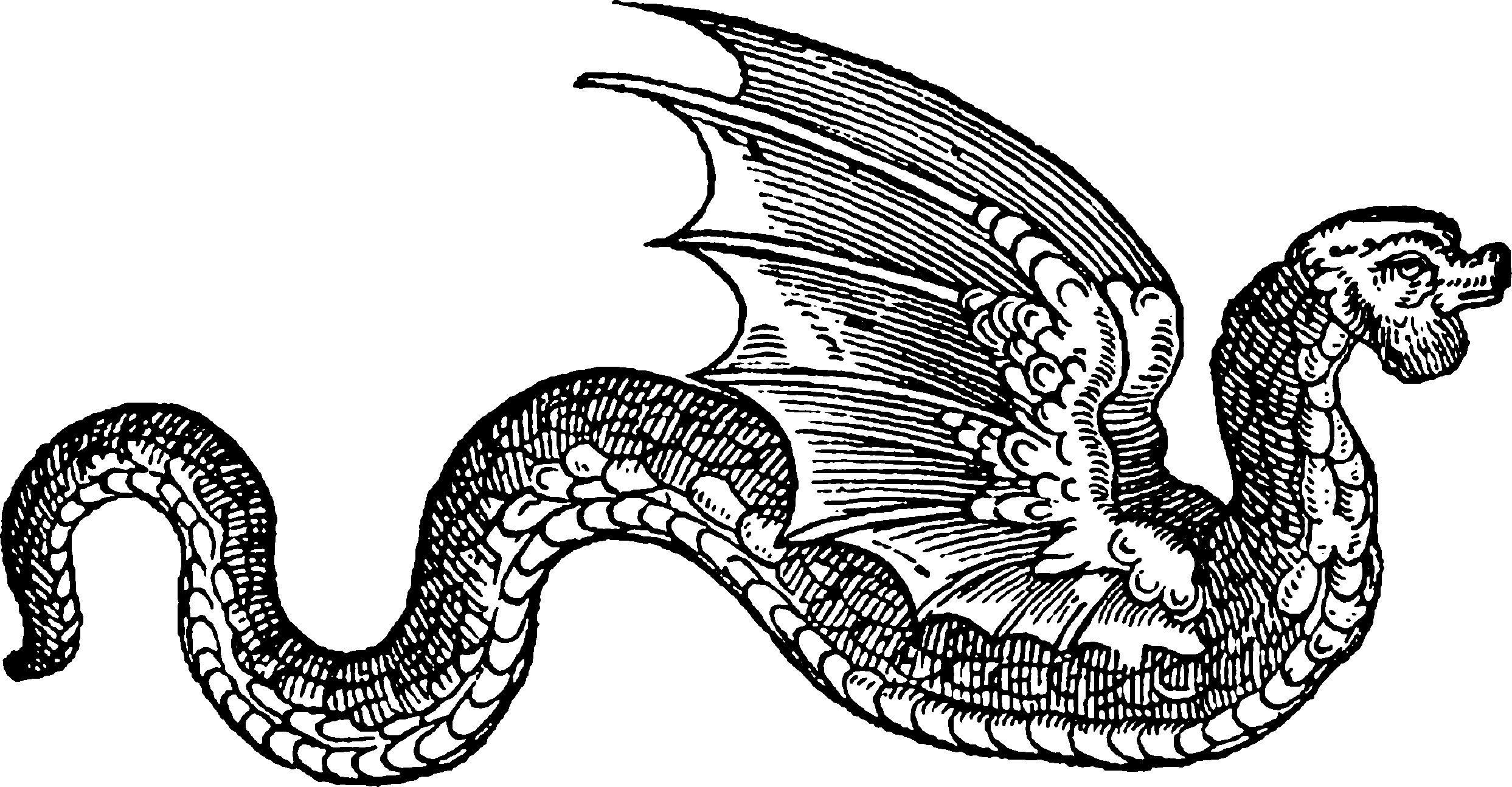
Amfípter per Edward Topsell (1608).

Un amfípter o amfíptera és un tipus de serp alada de l'heràldica europea.

## Aparença
Segons la mitologia europea, l'amfípter era un subgènere dins dels dracs, caracteritzats per ser unes serps amb grans ales, no obstant això, sense potes.

## Amfípters en el món
Si cerquem representacions de déus o criatures mitològiques al voltant del món, podem observar diverses, com ara la deessa egípcia Uadjet, que és representada com una cobra alada, o la Serp Emplomada de Mesoamèrica.

## Ficció moderna
Els amfípters apareixen en la sèrie de llibres Dragonology i Dracopedia: A Guide to Drawing the Dragons of the World. La primera es presenta com si fos una recerca del segle xix sobre dracs reals.
Un «amfípter»  molt conegut (encara que no ho sigui com tal) es presenta en el llibre Foc i Sang de l'autor estatunidenc George.R.R Martin. Es tracta del drac del príncep Daemon Targaryen, Caraxes, sobrenomenat com l'Amfípter de Sang, pel seu color, caràcter, i la seva anatomia prima i allargada en comparació amb la d'altres dracs, semblant al d'una serp (per bé que tenint encara potes com la resta de la seva espècie).
Un altre amfípter no tan conegut de l'actualitat es diu Zarach, és una serp negra, amb ales de corb. Forma part dels Cinc Plançons, els cinc dracs creats pel Déu del No-res Zolock. Tots ells són personatges existents en els llibres d'El Grupo Sombra, escrits per Debianlu.